# Punta del Este FC
Punta del Este Fútbol Club jest urugwajskim klubem piłkarskim z siedzibą w mieście Punta del Este leżącym w departamencie Maldonado.

## Osiągnięcia
- Mistrz Copa El País (2): 1992, 1997
- Mistrz Liga Capital de Fútbol (9): 1954, 1962, 1967, 1976, 1979, 1989, 1990, 1991, 1993

## Historia
Ostatnim znaczącym sukcesem klubu było wygranie turnieju Copa El País w roku 1997 oznaczającego mistrzostwo Urugwaju klubów prowincjonalnych. Sukces ten dał prawo gry w turnieju Liguilla Pre-Libertadores, stanowiącym kwalifikacje do Copa Libertadores 1998. W roku 2004 doszło do fuzji grającego w lidze prowincjonalnej departamentu Maldonado Liga Mayor de Fútbol klubu Punta del Este z klubem Deportivo Maldonado.